# Mouvement patriotique nigérien
Le Mouvement patriotique nigérien (abrégé MPN-Kiishin Kassa) est un parti politique du Niger.
Le parti est fondé par Ibrahim Yacouba le 8 novembre 2015 après que celui-ci fut expulsé du Parti nigérien pour la démocratie et le socialisme (PNDS) en août 2015,.
En décembre 2017, le Parti pour l'unification nationale et la démocratie (en) (PUND-Salama), fondé par Akoli Daouel, fusionne avec le MPN. Le PNUD est un parti important dans les années 1990, mais son importance décroit rapidement après.
En avril 2022, Yacouba et le MPN intègrent le groupe de la majorité gouvernementale à l'Assemblée nationale.

## Résultats

### Élections présidentielles
| Année     | Candidat        | 1er tour | 1er tour | Résultat |
| Année     | Candidat        | Voix     | %        | Résultat |
| --------- | --------------- | -------- | -------- | -------- |
| 2016      | Ibrahim Yacouba | 201 982  | 4,34     | Battu    |
| 2020-2021 | Ibrahim Yacouba | 257 302  | 5,38     | Battu    |

### Élections législatives
| Année | Voix    | %    | Élus    | Rang | Gouvernement |
| ----- | ------- | ---- | ------- | ---- | ------------ |
| 2016  | 152 252 | 3,19 | 5 / 171 | 6e   | Rafini II    |
| 2020  | 187 005 | 3,97 | 6 / 166 | 7e   | Mahamadou    |

## Personnalités liées
- Aïchatou Maïnassara (1971-2020), femme politique, députée de 2016 à 2020.
- N’Gadé Nana Hadiza Noma Kaka (1956-), femme politique et diplomate.